# Mehmet Güzel
Mehmet Güzel (* 20. August 1991 in Antakya) ist ein ehemaliger türkischer Sprinter und Hürdenläufer, der sich auf die 400-Meter-Distanz spezialisiert hat.

## Sportliche Laufbahn
Erste internationale Erfahrungen sammelte Mehmet Güzel im Jahr 2010, als er bei den Juniorenweltmeisterschaften im kanadischen Moncton im 400-Meter-Lauf mit 48,07 s in der ersten Runde ausschied. Im Jahr darauf schied er bei den U23-Europameisterschaften in Ostrava mit 47,19 s im Vorlauf aus und 2012 siegte er bei den Balkan-Hallenmeisterschaften in Istanbul in 3:14,39 min mit der türkischen 4-mal-400-Meter-Staffel. Kurz darauf startete er mit der türkischen Mannschaft bei den Hallenweltmeisterschaften ebendort und verpasste mit 3:11,28 min eine Finalteilnahme. Ende Juni gelangte er bei den Europameisterschaften in Helsinki bis in das Halbfinale über 400 Meter und schied dort mit 46,46 s aus, während er mit der Staffel mit 3:11,44 min in der Vorrunde scheiterte. Daraufhin siegte er bei den Balkan-Meisterschaften in Eskişehir in 47,16 s über 400 Meter. 2013 gewann er bei den Mittelmeerspielen in Mersin in 3:05,28 min die Silbermedaille mit der Staffel hinter dem Team aus Italien. Daraufhin nahm er an der Sommer-Universiade in Kasan teil und schied dort im Einzelbewerb mit 47,41 s im Halbfinale aus und gewann mit der Staffel in 3:06,36 min die Bronzemedaille hinter den Mannschaften aus Kanada und Südafrika. Anschließend gewann er bei den Balkan-Meisterschaften in Stara Sagora in 48,16 s die Silbermedaille über 400 Meter und gewann im Staffelbewerb in 3:11,99 min Bronze, ehe er bei den Islamic Solidarity Games in Palembang im 400-Meter-Hürdenlauf in 51,66 s die Silbermedaille hinter dem Algerier Abdelmalik Lahoulou gewann. 2014 belegte er bei den Balkan-Meisterschaften in Pitești in 53,73 s den fünften Platz im Hürdensprint und siegte mit der Staffel in 3:07,41 min.
2015 siegte er mit der Staffel in 3:14,86 min bei den Balkan-Hallenmeisterschaften in Istanbul und schied anschließend bei den Halleneuropameisterschaften in Prag über 400 Meter mit 48,55 s in der ersten Runde aus. Im Jahr darauf wurde er dann bei den Balkan-Meisterschaften in Pitești in 47,70 s Vierter über 400 Meter und auch bei den Balkan-Hallenmeisterschaften 2017 in Belgrad wurde er in 49,26 s Vierter. Kurz darauf belegte er dann bei den Halleneuropameisterschaften ebendort in 3:15,97 min den sechsten Platz mit der Staffel. Im Mai 2018 bestritt er in Mersin seinen letzten Wettkampf und beendete daraufhin seine aktive sportliche Karriere im Alter von 26 Jahren.
2015 wurde Güzel türkischer Meister im 400-Meter-Lauf. 2013 wurde er Hallenmeister über 200 und 400 Meter und 2015 siegte er in der 4-mal-400-Meter-Staffel.

## Persönliche Bestleistungen
- 200 Meter: 21,87 s (−0,9 m/s), 2. Juni 2013 in Izmir
  - 200 Meter (Halle): 21,70 s, 3. Februar 2013 in Istanbul
- 400 Meter: 46,18 s, 9. August 2011 in Ankara
  - 400 Meter (Halle): 47,67 s, 23. Februar 2013 in Istanbul
- 400 m Hürden: 51,66 s, 27. September 2013 in Palembang